# أنتوني هارلي
أنتوني هارلي (بالإنجليزية: Anthony Harley)‏ هو بواق أمريكي، ولد في 26 سبتمبر 1963 في واشنطن العاصمة في الولايات المتحدة، وتوفي في 30 مايو 2010.